# Tetherball
Tetherball, известна и като spirobol или swingball, е игра от 20. век, при която двама играчи използват ръцете си, за да удрят волейболна топка, който е окачен на неподвижен метален стълб с въже или връв. Двамата играчи застават на противоположните страни на двата полюса с център лоста и всеки удря топката така че тя да направи поне едно усукване, в предварително уточнена посока различна за двамата играчи, след което има възможност да я удари отново и отново. Играта завършва, когато един играч успее да навие топката по целия път около полюса, така че тя да бъде спряна от въжето. Не трябва да отскача.

## История
Ранен вариант, описан в книгата на Jessie H. Bancroft от 1909 г. „Games for the Playground“ включва вързана тенис топка, ударена от тенис ракети, с подобни правила на играта.